# Vallis Schrödinger
El Vallis Schrödinger (expresión latinizada de "Valle de Schrödinger") es un valle alargado, casi lineal, que se encuentra en la cara oculta de la Luna. Está orientado radialmente con respecto a la enorme cuenca del cráter Schrödinger, y muy probablemente se formó durante el impacto original que creó el cráter.

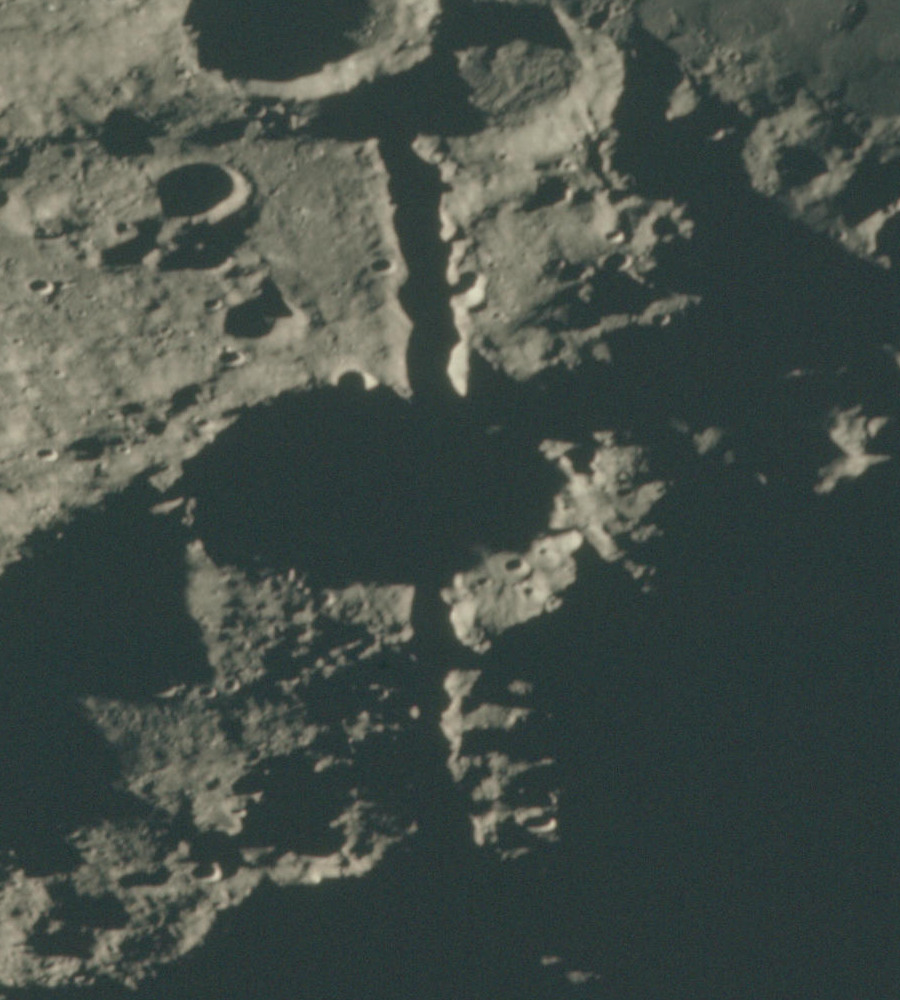
Vista oblicua desde el Apolo 15 en la que se ve el Vallis Schrödinger atravesando el cráter Sikorsky al paso del terminador

El valle tiene la forma de un surco alargado sobre la superficie lunar. Comienza en las rampas exteriores de materiales eyectados que rodean Schrödinger y continúa hacia el norte-noroeste hasta que cruza el borde del cráter Moulton. Aproximadamente a mitad de camino cruza el cráter Sikorsky y, a su vez, se superpone con el pequeño cráter satélite Sikorsky Q.
Sus coordenadas selenográficas son 67.0 Sur y 105.0 Este, y se encuentra dentro de un diámetro envolvente de 310 km. Su ancho varía entre 8 y 10 km. El valle recibió su denominación del cráter Schrödinger, que lleva el nombre del físico alemán Erwin Schrödinger (1887-1961).